# ふむふむ
『ふむふむ』は、2023年4月3日から北陸朝日放送（HAB）で放送されている報道・情報番組（夕方ワイド番組）。

## 概要
北陸朝日放送では2023年3月まで月曜 - 金曜夕方にローカル情報番組として『ギュッ!と石川 ゆうどきLive』を、ローカルニュースとして『HABスーパーJチャンネル』を各々放送していたが、両番組を実質上統合し、後継番組となる新たな夕方ワイド番組として放送開始。
「みんなで考え、みんなで学ぶ"学校のような"報道・情報番組」を番組コンセプトとし、時には学びを意識した「学校」のような、時には家族や近所の話題に花が咲く「放課後」のように、ニュースや生活情報を発信していく。
また、本番組開始から2023年9月29日までは16:40 - 16:45に本番組の事前枠として『そろそろふむふむ』を、同年10月2日から2024年10月17日までは16:45 - 16:48に本番組のテロップデザインを流用した『HABポケットニュース』を放送していた。
2024年1月1日に発生した令和6年能登半島地震の影響により、1月4日・5日に本番組の特別番組を放送。1月8日も拡大版での放送となり、2月から3月にかけてYouTubeでの同時生配信も実施していた。
2024年10月5日より土曜 11:00 - 11:15に『ふむふむmini』を放送開始（週によって放送なし）。本番組で反響の大きかった特集企画を再放送する。
2024年10月7日からテロップデザインを全面的にリニューアルし、各コーナーも再編された。2025年3月31日からは番組ロゴを変更し、スタジオセットもリニューアルした。

## 出演者
○は北陸朝日放送アナウンサー（出演当時）。☆は『ギュッ!と石川 ゆうどきLive』から、★は『HABスーパーJチャンネル』から続投。
キャスター
- 下田武史○★（月曜 - 木曜MC[3]）
- 森重有里彩○☆（月曜 - 木曜MC[4]）
- 牧野慎二○☆（金曜MC[5]）
- 上野雅美○★（金曜MC[6]）
- 吉川圭一○☆（月曜「ふむふむスポーツ」[7]）

リポーター
- 菅井智絵○（フィールドキャスター）
- ぶんぶんボウル☆[8]
- ビヨン酢☆[9]
- 杉本侑理☆
- 川口紗緒里☆
- 加藤美帆☆
- 山崎至☆[10]
- 月亭方気☆
ほか

気象予報士
- 森戸美唯

### 過去の出演者
- 城所海司○★（月曜 - 木曜MC[11]）
- 長村真里☆★（気象予報士）

## テーマ曲
- ぜったくん「キンコンカンコン」

## 放送時間・タイムテーブル
| 期間                   | そろそろふむふむ ↓ HABポケットニュース （16時台） | そろそろふむふむ ↓ HABポケットニュース （16時台） | 第1部 （17時台）                  | 第2部 （18時台）                                             | ふむふむ mini（土曜）      | 備考 |
| ---------------------- | ------------------------------------------------- | ------------------------------------------------- | --------------------------------- | ------------------------------------------------------------ | -------------------------- | --- |
| 2023.4.3 - 2023.9.29   | そろそろふむふむ                                  | 月曜 - 金曜 16:40 - 16:45（5分）                  | 月曜 - 金曜 17:33 - 17:50（17分） | 月曜 - 木曜 18:15 - 19:00（45分） 金曜 18:15 - 18:45（30分） | （放送なし）               | - 16:45 - 17:33・17:50 - 18:15に『スーパーJチャンネル』を放送するが、本番組内包ではなく単独番組扱いで放送。 |
| 2023.10.2 - 2024.9.27  | HABポケットニュース                               | 月曜 - 金曜 16:45 - 16:48（3分）                  | 月曜 - 金曜 17:33 - 17:50（17分） | 月曜 - 木曜 18:15 - 19:00（45分） 金曜 18:15 - 18:45（30分） | （放送なし）               | - 16:48 - 17:33・17:50 - 18:15に『スーパーJチャンネル』を放送するが、本番組内包ではなく単独番組扱いで放送。 |
| 2024.9.30 - 2024.10.17 | HABポケットニュース                               | 月曜 - 金曜 16:45 - 16:48（3分）                  | 月曜 - 金曜 17:33 - 17:50（17分） | 月曜 - 木曜 18:15 - 19:00（45分） 金曜 18:15 - 18:45（30分） | 土曜 11:00 - 11:15（15分） | - 16:48 - 17:33・17:50 - 18:15に『スーパーJチャンネル』を放送するが、本番組内包ではなく単独番組扱いで放送。 |
| 2024.10.18 - 現在      | （放送なし）                                      | （放送なし）                                      | 月曜 - 金曜 17:33 - 17:50（17分） | 月曜 - 木曜 18:15 - 19:00（45分） 金曜 18:15 - 18:45（30分） | 土曜 11:00 - 11:15（15分） | - 16:48 - 17:33・17:50 - 18:15に『スーパーJチャンネル』を放送するが、本番組内包ではなく単独番組扱いで放送。 |

| 時刻  | 番組タイトル・パート   | 主な企画・放送内容                                                             |
| ----- | ---------------------- | ------------------------------------------------------------------------------ |
| 16:48 | スーパーJチャンネル    | テレビ朝日から全国ニュース（単独番組扱い）                                     |
| 17:33 | ふむふむ・第1部        | - 石川県内ニュース - 気象情報 - 中継                                           |
| 17:50 | ANNスーパーJチャンネル | テレビ朝日から全国ニュース（ANNゾーン、単独番組扱い）                          |
| 18:15 | ふむふむ・第2部        | - 石川県内ニュース - 特集 - ふむふむスポーツ（月曜） - 気象情報 - エンディング |

### 主なコーナー
2024年10月7日のリニューアルで各コーナーが再編されている。
第1部・第2部共通
- 石川県内ニュース - 2024年1月以降は能登半島地震関連のニュースを中心に放送し、それ以降第2部は他局の同時間帯の番組と同様に県内ニュース中心の内容となっている。その後はリニューアルにより第1部にトップニュース、第2部は先述の内容に整理された。2023年12月までは第1部で石川県内のニュースを2 - 4項目程度伝え、第2部でトップニュースを詳しく伝えていた[13]。
- 気象情報 - 石川県・北陸地方の気象情報を詳しく伝える。当初は第2部のみでの放送となっていたが、2023年10月からは第1部でも放送されている。リニューアル前は「長村真里のまるわかり天気（まり天）」というコーナー名がつけられていた。

第1部
- 中継 - 石川県内（不定期で富山県や福井県）の注目スポットから中継で伝える。日によっては撮って出しで取材したものを放送することがある。2024年10月4日までは第2部[14]で放送していたが、リニューアルに伴い第1部での放送に変更。

第2部
- 特集 - 県内の話題や注目ニュースを詳しく調査・取材した特集を放送する。
- ふむふむスポーツ（月曜） - 石川県内のスポーツ情報をまとめて伝える。
- エンディング - スタジオ出演者で簡易的なトークをし、後続番組の案内[15]と挨拶をして放送終了。当初は月曜 - 木曜は「きょうの一言」、金曜は「ゆるゆるトーク」として当日の放送を振り返っていた。

過去のコーナー
第2部において、各コーナーの放送順はその日の放送内容によって変動していた。2024年1月以降は同月1日に発生した能登半島地震関連のニュースや特集を中心に放送していたため、放送していないコーナーもあった。
- ふむふむword - 2023年9月まで第1部に放送。注目のワードを1つピックアップして解説する。
- 特集 - 2023年9月までは各曜日ごとにテーマが設定されていた。
  - ふむふむらいふ（月曜） - 暮らしに関する情報を掘り下げる。
  - それいけ!検証さん（火曜） - 気になる話題や身近な疑問を調査する。
  - 報道ゲンバ（水曜） - ニュースの現場に密着する。
  - おたすけがかり（木曜） - 視聴者からの依頼を受け、現場に向かい手伝う。
  - 週末向上委員会（金曜） - レジャーなど週末に向けた情報を扱う。
- 企画 - 上記の特集に加え、火・水・木曜は下記の企画（いずれか1項目）も放送されることがある。
  - ホニャララまち歩き - 街を散歩し、出会った人にインタビューする。
  - 保科有里のやすぅ〜い（火曜） - 保科有里とビヨン酢が商店街や飲食店を訪ね、店の魅力を紹介。割引などの特典を得るため店舗と交渉し、視聴者は期間限定で「やすぅ〜い」と言うとその特典を得られる。
  - まちかどチャレンジ（水曜） - 街の人に今日の夕食を予想してもらい、家族に電話で連絡して正解となれば家族分のアイスクリーム券をプレゼント。
  - 神家電に相談だ!（水曜） - 暮らしの悩みを解決する家電を紹介する。
  - やっぱり!マイホーム（水曜）
  - えっちゃんの農業女子を応援したい（水曜） - 島津悦子が農業に携わる女性を紹介する。
  - あの人のレシピ（木曜） - シェフやインスタグラマーの簡単レシピを紹介する。
- きょうの飛びだし - 2023年10月から放送。HABアナウンサーがその日のニュースの現場に赴き取材した様子を伝える。